# Campionati europei di atletica leggera 1978 - Lancio del disco maschile
La gara del lancio del disco maschile si è tenuta il 2 e 3 settembre.

## Risultati

### Qualificazione
| Rank | Name                  | Nationality      | Result | Notes |
| ---- | --------------------- | ---------------- | ------ | ----- |
| 1    | Wolfgang Schmidt      | Germania Est     | 67.20  | CR Q  |
| 2    | Wolfgang Warnemünde   | Germania Est     | 63.80  | Q     |
| 3    | Markku Tuokko         | Finlandia        | 62.82  | Q     |
| 4    | Knut Hjeltnes         | Norvegia         | 62.36  | Q     |
| 5    | Alwin Wagner          | Germania Ovest   | 62.04  | Q     |
| 6    | Ihor Duhinets         | Unione Sovietica | 61.52  | Q     |
| 7    | Imrich Bugár          | Cecoslovacchia   | 60.96  | Q     |
| 8    | Dmitriy Kovtsun       | Unione Sovietica | 60.96  | Q     |
| 9    | Óskar Jakobsson       | Islanda          | 60.86  | Q     |
| 10   | Ferenc Tégla          | Ungheria         | 59.82  | Q     |
| 11   | Velko Velev           | Bulgaria         | 59.62  | Q     |
| 12   | Silvano Simeon        | Italia           | 59.28  | Q     |
| 13   | Werner Hartmann       | Germania Ovest   | 59.14  |       |
| 14   | Dariusz Juzyszyn      | Polonia          | 58.86  |       |
| 15   | Ludvík Daněk          | Cecoslovacchia   | 58.60  |       |
| 16   | Armando De Vincentiis | Italia           | 58.20  |       |
| 17   | Frédéric Piette       | Francia          | 57.54  |       |
| 18   | Josef Šilhavý         | Cecoslovacchia   | 57.28  |       |
| 19   | Juhani Tuomola        | Finlandia        | 56.38  |       |
| 20   | János Faragó          | Ungheria         | 56.14  |       |

### Finale
| Pos | Nome                | Nazione          | Misura | Note |
| --- | ------------------- | ---------------- | ------ | ---- |
| 1   | Wolfgang Schmidt    | Germania Est     | 66.82  |      |
| 2   | Markku Tuokko       | Finlandia        | 64.90  |      |
| 3   | Imrich Bugár        | Cecoslovacchia   | 64.66  |      |
| 4   | Velko Velev         | Bulgaria         | 64.56  |      |
| 5   | Knut Hjeltnes       | Norvegia         | 63.76  |      |
| 6   | Alwin Wagner        | Germania Ovest   | 62.70  |      |
| 7   | Dmitriy Kovtsun     | Unione Sovietica | 61.84  |      |
| 8   | Wolfgang Warnemünde | Germania Est     | 61.28  |      |
| 9   | Ferenc Tégla        | Ungheria         | 60.22  |      |
| 10  | Ihor Duhinets       | Unione Sovietica | 59.80  |      |
| 11  | Óskar Jakobsson     | Islanda          | 59.44  |      |
| 12  | Silvano Simeon      | Italia           | 59.16  |      |